# Dương Chí Lượng
Dương Chí Lượng (tiếng Trung giản thể: 杨志亮, bính âm Hán ngữ: Yáng Zhìliàng, sinh tháng 11 năm 1962, người Hán) là tướng lĩnh Quân Giải phóng Nhân dân Trung Quốc. Ông là Trung tướng Hải quân Quân Giải phóng, Ủy viên Ủy ban Trung ương Đảng Cộng sản Trung Quốc khóa XX, hiện là Chính ủy Hải quân Chiến khu Nam Bộ. Ông từng là Chính ủy Bộ Trang bị Hải quân; Chính ủy Viện Nghiên cứu Hải quân Trung Quốc.
Dương Chí Lượng là đảng viên Đảng Cộng sản Trung Quốc, học vị Cử nhân Quốc phòng. Ông có sự nghiệp đa phần phục vụ Hải quân, từng tham chiến Hải chiến Trường Sa năm 1988.

## Xuất thân và giáo dục
Dương Chí Lượng sinh tháng 11 năm 1962 tại thôn Tiểu Trại, trấn Tạ Kỳ Doanh, huyện Vũ Trắc, thuộc địa cấp thị Tiêu Tác, tỉnh Hà Nam, Cộng hòa Nhân dân Trung Hoa, trong một gia đình nông dân ở nông thôn, bố là Dương Phúc Thành, mẹ là Thẩm Phượng Lan. Ông lớn lên và tốt nghiệp sơ trung ở Vũ Trắc, đến năm 1983 được cử đến thành phố Đại Liên của Liêu Ninh để theo học Học viện Tàu chiến biển (nay là Học viện Hải quân Đại Liên), khoa pháo binh và tốt nghiệp năm 1988. Ông cũng được kết nạp Đảng Cộng sản Trung Quốc trong những năm học ở đây.

## Sự nghiệp

### Hải chiến Trường Sa
Năm 1981, Dương Chí Lượng nhập ngũ Quân Giải phóng Nhân dân Trung Quốc ở quân chủng Hải quân. Đến tháng 3 năm 1988, sau khi tốt nghiệp pháo binh trường Đại Liên, ông được điều tới Hạm đội Nam Hải làm Phó Pháo trưởng của hộ vệ hạm 502, tham gia xung đột giành quyền kiểm soát tại quần đảo Trường Sa 1988. Tối ngày 12 tháng 3 năm 1988, Tàu 502 đang tuần tra vùng biển ngoài khơi quần đảo Trường Sa thì nhận được lệnh của cấp trên, tức tốc đến bãi đá ngầm Gạc Ma để thực hiện nhiệm vụ khảo sát, tới vào ngày 13. Trong quá trình trinh sát, radar của Tàu 502 phát hiện đội hình 5 tàu của Hải quân Việt Nam đang tiến về vùng biển Gạc Ma. Tàu 502 nhổ neo chặn đầu tàu chiến Việt Nam, hai bên tranh đều tuyên bố chủ quyền ở vùng biển này và yêu cầu bộ đội bên còn lại rời đi. Rạng sáng ngày 14 tháng 3, Dương Chí Lượng chỉ huy một đội đổ bộ lên bãi đá ngầm thứ hai, đến 8h sáng trong tình hình bế tắc tiếp tục leo thang giữa hai bên, bắt đầu xung đột. Theo tường trình của Hải quân Trung Quốc và lời kể lại của Dương Chí Lượng, khi hai bên xô đẩy, một chiến sĩ Việt Nam giơ súng chỉ vào một người lính Trung Quốc, ông tiến tới ôm lấy chiến sĩ Việt Nam từ phía sau bằng tay phải và nắm lấy nòng súng bằng tay trái thì súng nổ, một viên đạn bắn xuyên qua cánh tay trái của ông, và trận chiến chính thức diễn ra. Ông được đồng đội kéo đến rìa đá ngầm của rạn san hô để giúp ông băng bó, cầm máu, ông đã bất tỉnh. Khi tỉnh dậy thì trận đánh đã kết thúc, phía Trung Quốc đã thắng trận, ông được đưa về đất liền để điều trị với vết thương là gãy xương cẳng tay trái. Sau khi xuất viện và hồi phục, ông được Tổng Tham mưu trưởng Trì Hạo Điền thăm, được trao Huân chương Lập công hạng Nhất với thành tích trong Hải chiến Trường Sa 1988.

### Quân Giải phóng
Sau năm 1988, Dương Chí Lượng tiếp tục phục vụ Hải quân Trung Quốc, liên tiếp làm việc trong các tàu mặt nước, cơ quan hải quân, tàu ngầm và các đơn vị hỗ trợ hậu cần, đồng thời đảm nhiệm chức vụ Pháo trưởng của tàu, rồi Phó Chính ủy, Chính ủy tàu và Phó Chính ủy phân đội. Năm 2003, ông trở thành cán bộ sư đoàn, được cử đến Xigazê, Tây Tạng, ở độ cao 4.000 mét, để huấn luyện, nhậm chức Phó Chính ủy Phân Quân khu Xigazê trong 1 năm. Trong thời kỳ này, ông đã đi tới các trạm gác biên phòng của 18 huyện thị của địa khu, và hai lần vào trạm biên phòng cao nhất Trung Quốc ở độ cao 5.300 mét là Tra Quả Lạp. Năm 2010, ông được điều tới Thanh Đảo, giữ chức Chính ủy Căn cứ bảo vệ tổng hợp Thanh Đảo, rồi Phó Chính ủy Không quân của Hạm đội Bắc Hải, quân hàm Đại hiệu Hải quân, cấp phó quân. Năm 2015, Dương Chí Lượng được điều chuyển tới Hạm đội Nam Hải, nhậm chức Phó Chủ nhiệm Bộ Chinh trị của cơ quan này. Năm 2016, sau cải cách hệ thống quân đội, Hạm đội Nam Hải hay được điều về Chiến khu Nam Bộ, xây dựng mới là Hải quân Chiến khu Nam Bộ, ông tiếp tục Phó Chủ nhiệm Bộ Công tác chính trị của hải quân chiến khu.
Ngày 20 tháng 1 năm 2017, Dương Chí Lượng được phong quân hàm Thiếu tướng Hải quân, buổi lễ được tổ chức tại Bắc Kinh do Tư lệnh Hải quân Thẩm Kim Long chủ trì. Tuy nhiên ông không thể có mặt bởi vào thời điểm đó đang thực hiện nhiệm vụ chỉ huy biên đội tàu 568 bàn giao với biên đội tàu 112 tại vịnh Aden của biển Ả Rập. Sau đó 1 năm, ngày 1 tháng 1 năm 2018, ông được bổ nhiệm làm Chính ủy Viện Nghiên cứu Hải quân, đến tháng 4 thì điều chuyển làm Chính ủy Bộ Trang bị Hải quân. Tháng 12 năm 2019, ông một lần nữa được điều tới Hải quân Nam Hải, bổ nhiệm làm Chính ủy Hải quân Chiến khu Nam Bộ, đồng thời được phong quân hàm Trung tướng Hải quân. Giai đoạn đầu năm 2022, ông được bầu làm đại biểu tham gia Đại hội Đảng Cộng sản Trung Quốc lần thứ XX từ đoàn Quân Giải phóng và Vũ cảnh. Trong quá trình bầu cử tại đại hội, ông được bầu làm Ủy viên Ủy ban Trung ương Đảng Cộng sản Trung Quốc khóa XX.

## Lịch sử thụ phong quân hàm
| Quân hàm |          |             |             |  |  |  |  |  |  |  |  |
| Cấp bậc  | Đại hiệu | Thiếu tướng | Trung tướng |  |  |  |  |  |  |  |  |
|          |          |             |             |  |  |  |  |  |  |  |  |

## Đời tư
Dương Chí Lượng lấy vợ là Khâu Tích Vinh, bác sĩ bệnh viện Đại Liên.